# Скурлатов, Валерий Иванович
Вале́рий Ива́нович Скурла́тов (род. 14 декабря 1938, Павлово, Горьковская область) — советский и российский политический и общественный деятель, педагог, публицист, кандидат исторических наук (1973).
Входил в так называемый «антисионистский кружок», бывший частью русского националистического движения в СССР, получившего известность как «русская партия». Статьи Скурлатова публиковались в научно-популярных журналах, в частности «Техника — молодёжи». Статьи подписывал как своим именем, так и псевдонимами. Считал русских («славяно-русов») «арийцами» и отождествлял с целым рядом древних народов, в том числе скифами, киммерийцами, индоиранцами, этрусками. Согласно Скурлатову, русская цивилизация древнее любой другой на тысячи лет, среди русских в древности был распространён культ воина. По мнению Скурлатова, русские были племенами пастухов, кочевавших от Венгрии до Центральной Азии, а не земледельцами, как считает «официальная наука».
Оказал влияние на развитие русского неоязычества.

## Биография
Родился в многодетной семье в городе Павлово; отец Иван Васильевич происходил из крестьянской семьи, в конце 1950-х работал заместителем начальника по политической части подмосковного аэропорта «Быково». Скурлатов писал, что в детстве на него большое впечатление произвели нацистские книги и журналы с фотографиями марширующих нацистов.
В 1955—1961 годах обучался на физическом факультете МГУ, специализировался в области ядерной физики. В 1961—1962 годах работал научным редактором в издательстве «Физико-математическая литература». В 1963—1965 годах — аспирант Института философии АН СССР; окончил аспирантуру. Одновременно с этим работал инструктором в отделе пропаганды Московского городского комитета (МГК) ВЛКСМ. В 1964 году организовал Университет молодого марксиста (УММ) при ЦК ВЛКСМ, был ректором УММ в 1964—1965 годах. С середины 1960-х годов Скурлатов был знаком с художником Ильёй Глазуновым.
В 1965 году по заказу секретаря МГК ВЛКСМ Василия Трушина Скурлатов написал документ «Устав нравов». В связи со схожестью идей, изложенных в «Уставе нравов», с фашистскими, этот документ рассматривался пленумом ЦК ВЛКСМ по вопросам военно-патриотического воспитания молодежи, где было принято решение об исключении Скурлатова из КПСС, выведении его из состава МГК ВЛКСМ и закрытии Университета молодого марксиста.
После этого, по собственным словам Скурлатова, он был вынужден уйти в подполье и участвовать в ограблении сберкассы.
По словам Скурлатова, он некоторое время был близок к философу А. Ф. Лосеву и делал для него переводы из работ нацистских авторов. В 1965—1968 годах работал младшим научным сотрудником во Всесоюзном институте научной и технической информации (ВИНИТИ), в 1972—1973 годах был помощником директора Института Африки АН СССР. В 1968 году был восстановлен в КПСС.
В течение 1970-х годов Скурлатов тесно общался с другими развивавшими неоязыческую «арийскую» идею авторами, Валерием Емельяновым и А. Ивановым (Скуратовым). В 1969—1972 и 1986—1988 годах работал научным редактором в журнале ЦК ВЛКСМ «Техника — молодежи», редактируемом Василием Захарченко. В 1970-х годах Скурлатов работал в Институте научной информации по общественным наукам (ИНИОН), где также занимался пропагандой «арийской» истории и в 1975 году издал свою радикальную антисемитскую книгу «Сионизм и апартеид». Книга сделала его популярным в ультраправом объединении «Память». По его словам, в начале 1980-х годов его предлагали сделать руководителя этого движения, но в КГБ его кандидатура не получила поддержки.
В 1970—1980-х годах Скурлатов активно публиковался, в частности его статьи выходили в изданиях «Дорогами тысячелетий» и «Тайны веков», а также журнале «Техника — молодёжи», где, вместе с единомышленниками, развивал идеи о «русской языческой предыстории».
В 1983—1985 годах Скурлатов преподавал в Университете дружбы народов имени Патриса Лумумбы, где читал специальный курс «Критика идеологии сионизма». Программа спецкурса «Критика идеологии сионизма», подготовленная Скурлатовым, была официально опубликованна в 1984 году тиражом в 2000 экземпляров. Был членом ВООПиК и Палестинского общества. Принимал участие в деятельности Русского клуба.
В эпоху Перестройки принимал участие в организации ряда новых политических движений, таких как Межрегиональная ассоциация демократических организаций и др. Так, в декабре 1988 года совместно с В. Дёминым, И. Кольченко и Е. Дергуновым организовал Российский народный фронт и стал одним из его секретарей. В 1990 году был секретарём Российского демократического форума. Летом 1990 года выпустил от имени этой организации выпустил воззвание «Программа действий — 90».
В 1990 году создавал в Прибалтике Комитеты национального спасения, целью которых было удержать прибалтийские республики в составе СССР. В августе 1991 года выступил в поддержку ГКЧП. В октябре 1991 года Российский народный фронт был переименован Скурлатовым в «Партию Возрождение», которая вошла в тесное сотрудничество с Фронтом национального спасения.
В 1993 году был членом Исполкома радикального Фронта национального спасения и принимал участие принимала участие в противостоянии Бориса Ельцина и Верховного Совета России на стороне последнего, включая штурм Останкино. Его партия «Возрождение» также приняла участие в защите Верховного Совета России и попала под запрет. В декабре 1993 году Скурлатовым была зарегистрирована в Минюсте Либерально-патриотическая партия «Возрождение», называвшая себя «партия Родины» и ставившая в качестве одной из своих задач воссоздание Советского Союза в границах 1945 года. Партия просуществовала до начала 2000-х годов. В 2001—2002 годах депутатом Госдумы от ЛДПР Е. Ищенко была предпринята попытка активизации её деятельности, не имевшая успеха. Стал одним из организаторов митинга 9 мая 1994 года, по поводу которого прокуратурой Москвы было возбуждено несколько уголовных дел, в том числе касающихся «нарушения национального и расового равноправия».
В 1997—1998 годах был членом Координационного совета и исполкома Движения в поддержку армии Льва Рохлина. В апреле 1999 года вступил в единый Национальный блок с «Русским национальным единством» Александра Баркашова и Общероссийским политическим общественным движением «Спас» с целью принять участие в парламентских, а затем президентских выборах. В ноябре 1999 года блок отклонила Центральная избирательная комиссия. В начале 2000-х годов отошёл от политической деятельности. Являлся председателем Православного братства святого апостола Андрея Первозванного.
В 2016 году баллотировался в Госдуму от партии «Патриоты России».
Женат, пятеро детей.
В статье 1987 года позиционировался как кандидат исторических наук. К защите кандидатской диссертации (по философии) допущен не был. Степень кандидата исторических наук указана также в статье 1977 года к одному из псевдонимов Скурлатова («к. и. н. Валерий Иванов»).

## Псевдонимы
Ряд работ публиковал под различными псевдонимами. Статья «След светоносных» (1977) опубликована в журнале «Техника — молодежи» под псевдонимом «к. и. н. Валерий Иванов» в виде комментария к статье «инженера Ивана Саратова» «О поле, поле…». Поскольку имя и отчество Скурлатова — Валерий Иванович, автор и комментатор являются одним лицом. В том же номере Скурлатов, представился физиком и опубликовал заимствованные из научно-фантастической литературы идеи об антимирах, обратном течении времени и большом числе инопланетных цивилизаций (1977). Позднее публиковал несколько работ под псевдонимом И. Саратов.

## Творчество и идеи
Первоначально взгляды Скурлатова были близки к фашистским, но со временем он стал сторонником идей евразийства.
В 1965 году по заказу Московского городского комитета ВЛКСМ Скурлатов написал документ «Устав нравов». Документ содержит ряд идей, позднее получивших распространение среди радикальных русских националистов и неоязычников. Речь шла о героизме, жертвенности, преодолении эгоизма и добровольном подчинении личных интересов коллективному началу. Скурлатов писал о бескорыстном служении предкам и потомкам и призывал учредить культ предков. Он заявил о космической миссии народа, состоявшей в борьбе за «революционную трансформацию всего человечества». Он предлагал внедрить все эти новые моральные нормы в молодежную среду путём публичных телесных наказаний, подавления сексуальных побуждений, борьбы с добрачными половыми связями, введении суровых наказаний для женщин, имевших связи с иностранцами, включая стерилизацию. Он призывал к введению суровой воинской дисциплины в гражданской среде и двукратного наказания за антиобщественные поступки. Текст заканчивался призывом разорвать с «интеллектуализмом» и перейти к прославлению культа воина. В ряде аспектов, таких как милитаризация общества, корпоративное устройство, культ героизма и смерти и др., предлагаемый автором режим был близок к фашистской модели. Работая в 1960-х годах в комсомольском аппарате, Скурлатов, обращался к известным в этой среде «Протоколам сионских мудрецов».
В 1970-е годы существенной частью деятельности антисионистов и участников движения русских националистов, известного как «русская партия» Валерия Емельянова, Дмитрия Жукова, Валерия Скурлатова и А. Иванова (Скуратова) стала пропаганда неоязыческого и расистского мировоззрения. К неоязычеству эти авторы пришли через следующее теоретическое построение: поскольку всё, что исходит от евреев по определению является негативным, следовательно и христианство также было создано евреями для порабощения других народов. В качестве противовеса христианству авторы предлагали возврат к «исконной» религии древних славян или праславян, рассматриваемых ими как часть «древних ариев». Скурлатов получил некоторую известность в 1970-е годы своими призывами к борьбе с «мировым сионизмом». Был активным членом «антисионистского кружка» одного из основателей русского неоязычества Валерия Емельянова.
Скурлатовым была создана, по его позднейшим утверждениям, персонифицированная концепция «правой веры». По его мнгению, он восстановил из небытия веру древних «арийцев», которая объединяла в себе всё лучшее из мировых религий. Базовым источником для его историософской концепции стала «Велесова книга».
Статья Скурлатова и Н. Николаева (1976), опубликованная в популярной еженедельной газете «Неделя», положила начало полемики в СССР вокруг «Велесовой книги» (сочинения, заявленного как текст IX века, но признанного учёными фальсификацией XX века). Авторы утверждали, что произведение представляет собой «таинственную летопись», позволяющую по-новому взглянуть на времени возникновения славянской письменности, пересмотреть научные представления об этногенезе, уровне общественного развития, мифологии славян. Статья Скурлатова и Николаева стала первой публикацией, пропагандировавшей «Велесову книгу» в Советском Союзе. В том же 1976 году газета «Неделя» опубликовала подборку положительных отзывов о «Велесовой книге», включавшие обвинения против лиц, которые кто якобы стремятся «замалчиванием отстранять» читателей и писателей от выдающегося произведения.
Из «Велесовой книги» Скурлатов черпал вдохновение при написании фантастических статей. Он фактически стал первым, кто попытался ввести её в контекст русской и советской исторической традиции. Опираясь на ряд неясных исторических сведений о славянских письменных знаках эпохи раннего Средневековья и о знаках, найденных археологами в Северном Причерноморье, он предполагал скорое обнаружение дохристианской русской письменности. Скурлатов считал, что финикийский алфавит мог происходить из Северного Причерноморья. Таким образом подготовив читателя, он сообщал о находке «Велесовой книги», которая, по его мнению, неопровержимо доказывала «степное центральноазиатское происхождение наших предков», исконных кочевников-скотоводов. Упоминая об экспертизе, проведённой 1959 году советскими учёными и давшей отрицательный результат, Скурлатов утверждал, что вокруг «Велесовой книги» ведётся серьёзная научная дискуссия.
В 1970—1980-х годах Скурлатов (наряду с Владимиром Щербаковым) был лидером неоязыческого направления в научно-фантастической литературе. Его ядром стало издательство «Молодая гвардия», выпускавшее альманахи «Тайны веков» и «Дорогами тысячелетий», где Скурлатов и Щербаков преподносили свою фантастическую историю древних славян. Это направление получило поддержку в ЦК ВЛКСМ, где рассматривалось как средство отвлечь молодёжь от насущных социальных и политических проблем. Жанр научной фантастики подходил для целей неоязычников и уровня подачи ими материала. С одной стороны, их теории не имели возможности попасть в научные издания по причинам идеологической цензуры и несоответствия научным требованиям. С другой стороны, научная фантастика как жанр пользовалась в СССР значительно большей свободой и издавалась существенно большими тиражами, чем научные издания. Скурлатов пытался организовать перевод и издание в СССР ряд написанных в близком русле произведений западных авторов.
Скурлатов и Щербаков отождествляли «славяно-русов» с древними иранцами (киммерийцами, скифами и др.), индоиранцами, фракийцами, праиндоевропейцами и этрусками, изображая масштабную картину миграций могущественных скотоводов по всему пространству евразийских степей и близким к ним, которые рассматривались авторами как исконный ареал этих древних (славянских) племён. По мнению Скурлатова, в древних евразийских степях существовала древняя тысячелетняя высокая культура с «единой системой религиозно-магической символики и тайнописи», которую её носители распространили в области будущего возникновения древнейших цивилизаций от Нила до Хуанхэ.
Скурлатов писал, что в историографии древние славяне считаются земледельцами, тогда как, по его мнению, «русы» изначально были скотоводами, контролировавшими огромные территории (1977):

Если объективно (и без русофобской предвзятости) обобщить свидетельства древних источников и данные современной науки, то напрашивается вывод, что пятнадцать веков назад русы обосновались, видимо, и на Волге, и в Приазовье, и в Крыму, и на Днепре, и на Немане, и на Балтике, и даже, возможно, в Скандинавии, на берегах Северного моря, и в Центральной Азии.
Он заявлял о наличии следы славянских завоевателей в Малой Азии и Закавказье на рубеже 2—1-го тысячелетий до н. э., считал, что славяне основали Тбилиси или связывал их с урартами. Согласно его идеям, культуртрегеры-индоевропейцы («арийцы»), разносили этнокультурные «хромосомы» из своего изначального ареала — Прикубанья и, шире, из северопричерноморских и предкавказских степях — по огромной территории — от Индии до Британских островов. Он писал (1987):

Их «чистота» обеспечивалась не только природной изолированностью, но и культурно-идеологической обособленностью, ревниво поддерживаемой жрецами-волхвами. Но воины-конники разносили эти «хромосомы» по всему свету.
В Причерноморско-Предкавказском регионе Скурлатов помещал прародину «народа Рос (Рус)» и страны «русов». Он считал, что отдельные группы «славяно-русов» сыграли важную положительную роль в формировании народов Кавказа, Великой Булгарии, Малой Азии и Леванта.
Скурлатов стремился дать обоснование исконных прав русских на всю территорию бывшей Российской империи. В одной из своих работ, опубликованных под псевдонимом, он писал:

Таким образом, не Припятские болота, куда нас пытаются загнать некоторые археологи, а огромный простор Евразийских степей вплоть до Амура — вот наша истинная прародина. 400 лет назад русские лишь вернулись в родное Русское поле, которое тысячелетиями принадлежало нашим предкам.
Источниками этих идей могли быть взгляды ряда авторов конца XIX века, включая В. М. Флоринского, рассматривавшего российскую экспансию в Центральной Азии как «возвращение на прародину». Скурлатов также выводил предков славян из Центральной Азии и считал, что в раннем Средневековье Дикое поле и Северный Кавказ принадлежали «росам», которые, по его мнению, были тождественны ираноязычным кочевникам — роксоланам и росомонам. Позже «росы» были вытеснены с этих земель тюркоязычными кочевниками. Государство Артания, по его мнению, принадлежало «русам-полянам», проживавшим на просторах от Волги и Кавказа до Дуная. Эти идеи восходят к историографической концепции «южной Руси» и имеют целью обосновать территориальные приобретения Российской империи как возвращение утраченных земель. Кроме того, Скурлатов разделял идеи линвиста О. Н. Трубачёва, упоминая синдов как осколок индоариев. Он писал, что родина ведической литературы находится в Причерноморье.
Программу спецкурса «Критика идеологии сионизма», подготовленную Скурлатовым и опубликованную в 1984 году, Н. А. Митрохин рассматривает в качестве итогового документа, в наиболее полном виде характеризующего взгляды «антисионистского кружка». Тезисы программы, как и в 1965 году, в неофашистском «Уставе нравов», описывают идеологию и мифологию русских националистов на данном этапе их истории. Большинство этих тезисов активно используется в русской националистической пропаганде вплоть до настоящего времени.
В июле 1990 года Скурлатов опубликовал от имени «Российского демократического форума» статью «Программа действий — 90», также ставшую известной как «Программа белого большевизма». «Программа» призывала к осуществлению захвата земли и власти, а также организации «отрядов самообороны». Первоначально «Программа» вызвала широкий резонанс, но позднее, когда стало ясно, что никакой реальной силы за авторами «Программы» не стоит, интерес к ней пропал.
В 1990-х годах Скурлатов перешёл к идеям евразийства. Он заявлял о безвозвратной гибели «старорусской нации» и призывал к формированию «младоросского этноса» на основе «пассионариев» — членов его партии. В 1990-х годах Скурлатов стал одним из первых политиков, которые начали использовать арийский миф. В 1994 году в газете «Завтра» он опубликовал статью, в которой назвал русский народ «неотъемлемым побегом могучей арийской расы». Образцом, по его мнению, должен являться Адольф Гитлер, «пророк нордических арийских обетований», стремившийся создать «великую арийскую империю». Скурлатов писал: «Моя раса от Яфета. А Яфетовым потомкам даровано Богом господство над всем родом человеческим». Он ссылался на Книгу Бытия и утверждал, что такова «наша Русская вера». О себе писал: «ныне выступаю против компрадорско-полицейского режима Путина…».
В начале 2000-х годов, будучи председателем Православного братства святого апостола Андрея Первозванного, предпринял попытку создать квазирелигиозное учение «Правая вера», включающее элементы православия, ислама, «Велесовой книги» и идей Николая Фёдорова. Скурлатов обратился к идеям бессмертия людей и воскрешения предков. Писал (2012) о необходимости перехода от «досубъектного этнозоологизма» к «субъектному национализму интереса-рацио». Нацию рассматривает не в этническом, а в гражданском понимании, но считает её важнейшей особенностью «глобальную экспансию», поэтому заявляет о её обязательной «имперскости». Главной ошибкой Гитлера считает «жидоедство». Утверждает, что Гитлеру следовало заключить союз с «радикальным сионизмом», что, по мнению Скурлатова, повысило бы его шансы на успех.

## Влияние
Историк В. А. Шнирельман писал: «Не пользуясь признанием у историков, его писания оказали существенное влияние на становление расистского и антисемитского направления в русской фантастике».
Статьи Скурлатова способствовали популяризации «Велесовой книги» (критиковался он в связи с ней, в частности, академиком Б. А. Рыбаковым). В 1970-е годы инициативу Скурлатова по изучению этого текста поддержали некоторые дипломированные ученые (в частности, В. Вилинбахов), хотя таких оказалось очень немного. Заданное Скурлатовым направление мысли было подхвачено рядом журналистов и писателей, рассматривавших «Велесову книгу» как бесценный памятник славянского язычества, по несчастной случайности подвергающийся сомнению специалистами. По мнению Шнирельмана, одной из целью статей Скурлатова было обоснование принадлежности всей территории Российской империи русским. Шнирельман также отмечал, что художественные произведения Скурлатова послужили непосредственно началам русского неоязычества.
«Арийскими» идеями Скурлатова и художника Ильи Глазунова под конец жизни интересовался советский фантаст Иван Ефремов, разделявший идею, что «славяне были самой мощной и плодоносящей ветвью арийской расы».

## Критика
Документ Скурлатова «Устав нравов» (1965) исследователи рассматривают как имеющий экстремистский характер; этот текст характеризуется как неофашистский.
По мнению исследователей, свои представления о «сионизме» Скурлатов заимствовал из книги «Майн кампф» Адольфа Гитлера.
«Программа действий — 90» критиковалась как левой, так и правой прессой, рассматривавшей его как экстремистский манифест и призыв к путчу. Первый секретарь Московского Горкома КПСС Юрий Прокофьев охарактеризовал «Программу» как «прямой призыв к свержению существующей власти, к действиям антизаконным, антиконституционным».
Скурлатов и неоязыческий автор Александр Асов, а также О. Скурлатова утверждали, что версию подлинности «Велесовой книги» разделял археолог, академик А. В. Арциховский (Скурлатов назван Асовым «кандидатом исторических и философских наук», что не соответствует действительности). Однако такие высказывания Арциховского не находят подтверждений. Филолог О. В. Творогов писал:

Ученик и сотрудник А. В. Арциховского В. Л. Янин, а также близко знавший его академик Б. А. Рыбаков никогда не слышали от покойного археолога высказываний в пользу ВК (Об этом мне сообщил в личной беседе Б. А. Рыбаков. Д. С. Лихачев также специально обращался с аналогичным вопросом к В. Л. Янину). А сообщение О. Скурлатовой о том, что А. В. Арциховский «считал вполне вероятным», что ВК «отражает подлинное языческое прошлое славян», появилось после смерти ученого и представляется крайне сомнительным.
На личную беседу с Рыбаковым ссылается и Асов, но утверждает, что тот сообщил ему обратное.
Д. С. Логинов (сторонник подлинности «Велесовой книги») писал:

Традиционно среди сторонников аутентичности документа считается, что в пользу его подлинности когда-то высказывался А. В. Арциховский. Впрочем, о характере и содержании его слов мы можем только догадываться, так как ни одной работы археолог ВК не посвятил, и указания на положительную оценку им памятника несколько похожи на историографический миф.

## Публикации
- Поверх времени и пространства // Техника — молодежи. — 1969. — № 9. — С. 5—7.
- Скурлатов В. И. Некоторые проблемы системного моделирования и прогнозирования политических процессов : (На материале взаимоотношений КНР со странами Африки и Араб. Востока) : Автореферат дис. на соискание ученой степени кандидата исторических наук. 0.03 / АН СССР. Институт Африки. — М.: [б. и.], 1973. — 24 с.
- Сионизм и апартеид. — Киев: Политиздат Украины, 1975. — 121 с.
- Скурлатов В. И., Николаев Н. Таинственная летопись. «Влесова книга» — подделка или бесценный памятник мировой культуры // Неделя. — 1976. — 3—9 мая. — С. 10.
- «Увидевшие все до края мира…» // Тайны веков / Под ред. В. Суханова. — М.: Молодая гвардия, 1977. — Кн. 1. — С. 188—194.
- В. Иванов След светоносных // Техника — молодежи. — 1977. — № 8. — С. 58—59.
- След светоносных // Тайны веков / Под ред. В. Суханова. — М.: Молодая гвардия, 1977. — Кн. 1. — С. 327—332.
- Круг времени // Техника — молодежи. — 1977. — № 8. — С. 40—43.
- Программа спецкурса «Критика идеологии сионизма» / Сост. В. Скурлатов. М., 1984.
- Валерий Скурлатов, кандидат исторических наук. Пути, которые ведут в Рим // Техника — молодёжи. — 1984. — № 5.
- Этнический вулкан // Дорогами тысячелетий / Под ред. А. Смирнова. — М.: Молодая гвардия, 1987. — Кн. 1. — С. 203—224.
- Вот жребий наш // Завтра. — 1994. — № 32. — С. 4.
- Путинщина и т. н. «русские националисты» // Центр Востока и Запада. 2011.
- Этнофобии как признаки досубъективного общества, или к вопросу о «русском национализме» // Центр Востока и Запада. 2012.
- Путин в ответе за все. — Алгоритм, 2016. — 224 с. — ISBN 978-5-906842-31-2.